# エレファントウォーク (航空)

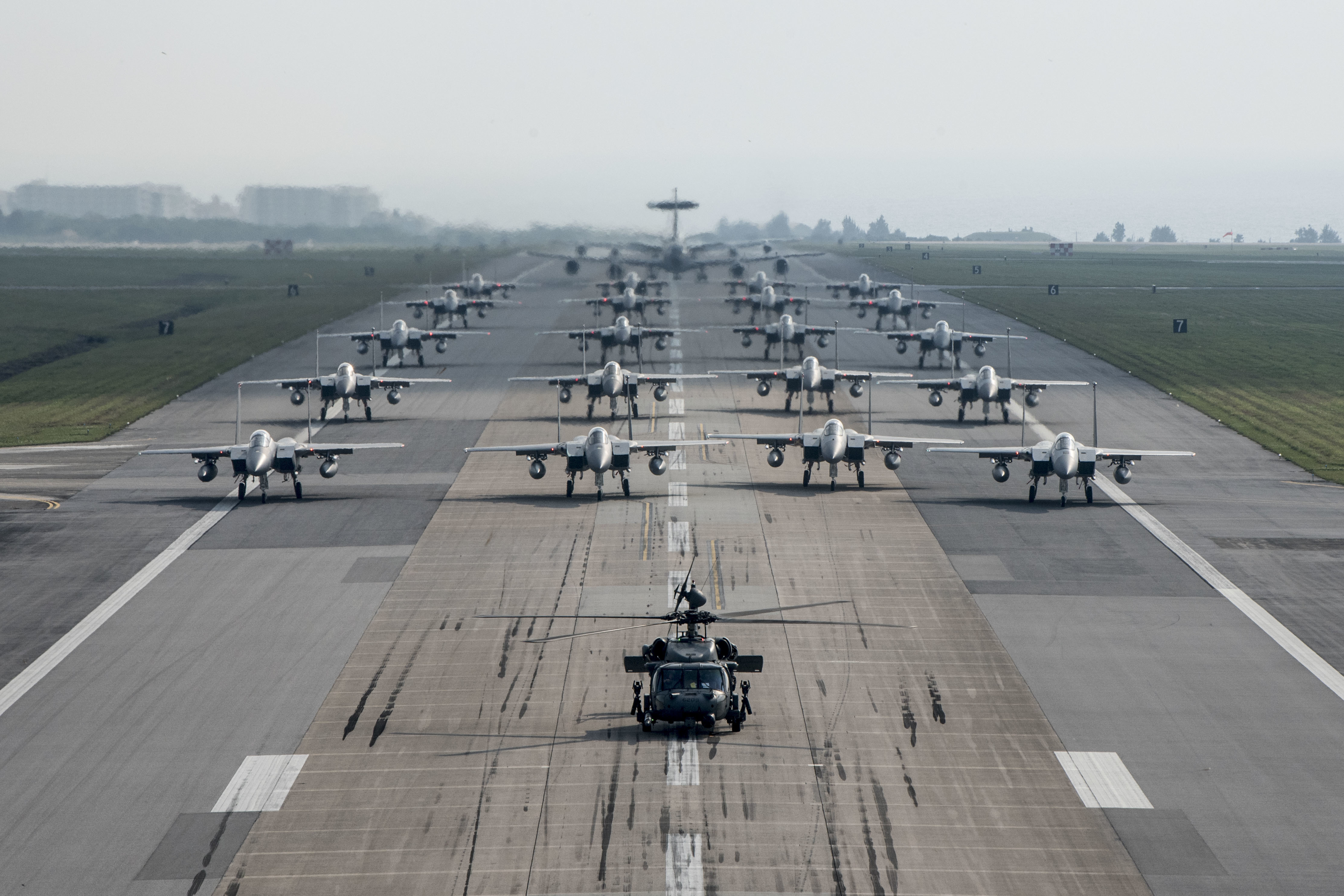
2017年に嘉手納基地の第18航空団が実施したエレファントウォーク。HH-60G戦闘捜索救難ヘリコプターを先頭に、F-15C/D戦闘機、KC-135R空中給油機、E-3B早期警戒管制機が続く。

エレファントウォーク（英: Elephant walk）は、離陸前の航空機が集合し、隊列を組んで滑走路を走行するもの。アメリカ空軍の文化で、本来は実戦を想定した最小間隔離陸を実施する直前の状態を指して呼称したのが始まりとされる。

## 起源
エレファントウォークの起源は第二次世界大戦まで遡り、連合国が対独、対日爆撃のため、大量の爆撃機を一つの基地から連続離陸させる必要があり、巨大な爆撃機が象の様に連なって動いたことでエレファントウォークと呼ばれるようになった。時が経つにつれ、エレファントウォークの呼称は、アメリカ空軍において"maximum sortie surge"と同様の語彙として組み込まれた。

## 戦術的な利用
エレファントウォークには、有事の即応体制と作戦に参加する航空機の能力を誇示するほか、部隊の士気を高めるために実施されることが多い。また、演習の一環として実施される場合もある。